# Engelomyia obscura
Engelomyia obscura là một loài ruồi trong họ Tachinidae.